# Angelo Di Vincenzo
Angelo Di Vincenzo (Palermo, 1º aprile 1974) è un ex pallamanista italiano, di ruolo portiere.

## Carriera

### Giocatore
Cresciuto nelle file dell'Ortigia Siracusa, vincerà con il club che lo lancia nel panorama pallamanistico anche una coppa Italia (stagione 1995-96). 

### Allenatore
Dopo la scomparsa del club biancoverde, Di Vincenzo nel 2008 fonda insieme ad altri soci la Handball Club Ortigia Siracusa diventandone allenatore, collezionando due promozioni consecutive (dalla Serie C alla Serie A2). Nel 2011 il sodalizio deciderà di chiudere battenti.

## Palmarès

### Giocatore

#### Club
- Coppa Italia (pallamano maschile): 1

Ortigia Siracusa: 1995-1996